# Черемисинов, Николай Владимирович
Никола́й Влади́мирович Череми́синов (1835—1899) — генерал-лейтенант, герой русско-турецкой войны 1877—1878 годов.

## Биография
Родился 20 февраля 1835 года. Из дворян Тамбовской губернии.
Образование получил в Михайловском Воронежском кадетском корпусе (выпуск 1852 г.) и Дворянском полку, в который был принят 9 августа 1852 года.
Выпущен 17 июня 1854 года прапорщиком. Служил в 11-й артиллерийской бригаде. Принимал участие в Крымской войне. 23 сентября 1856 года произведён в подпоручики и 26 августа 1858 года — в поручики.
Пройдя курс наук в Николаевской академии Генерального штаба, Черемисинов в 1860 году вернулся к строевой службе и в Генеральный штаб был зачислен лишь 22 января 1862 года с производством в штабс-капитаны. В том же году назначен исправляющим дела председателя областного правления Области Сибирских киргизов, а затем был начальником штаба Акмолинской области. 4 апреля 1865 года получил чин капитана, 9 июня 1867 года произведён в майоры, 25 февраля 1869 года — в подполковники и 16 апреля 1872 года — в полковники.
С началом в 1877 году русско-турецкой войны Черемисинов был прикомандирован к 4-му гренадерскому Несвижскому полку, в котором командовал батальоном и с которым он заслужил золотую саблю с надписью «За храбрость». Во время осады Карса командовал 6-й колонной (2,5 батальона Несвижского полка и 2 батальона Кубинского полка). 12 апреля 1878 года Черемисинов был награждён орденом Св. Георгия 4-й степени
В воздаяние за отличие, оказанное при штурме крепости Карса, в ночь с 5 на 6 Ноября 1877 года, где, начальствуя колонной, имевшей целью демонстрацию против укреплений на Шорахских и Чахмахских высотах, отличился такой замечательной энергией и решительностью, что притянул на себя резервы неприятельские и тем содействовал овладению нашими войсками других укреплений.
5 декабря 1877 года Черемисинов был назначен командиром 2-го гренадерского Ростовского полка, которым прокомандовал до 20 марта 1887 года, когда был произведён в генерал-майоры и назначен командиром 1-й бригады 3-й гренадерской дивизии. 11 декабря 1888 года он был назначен начальником штаба 16-го армейского корпуса, и наконец 19 апреля 1896 года получил в командование 29-ю пехотную дивизию, 14 мая того же года произведён в генерал-лейтенанты.

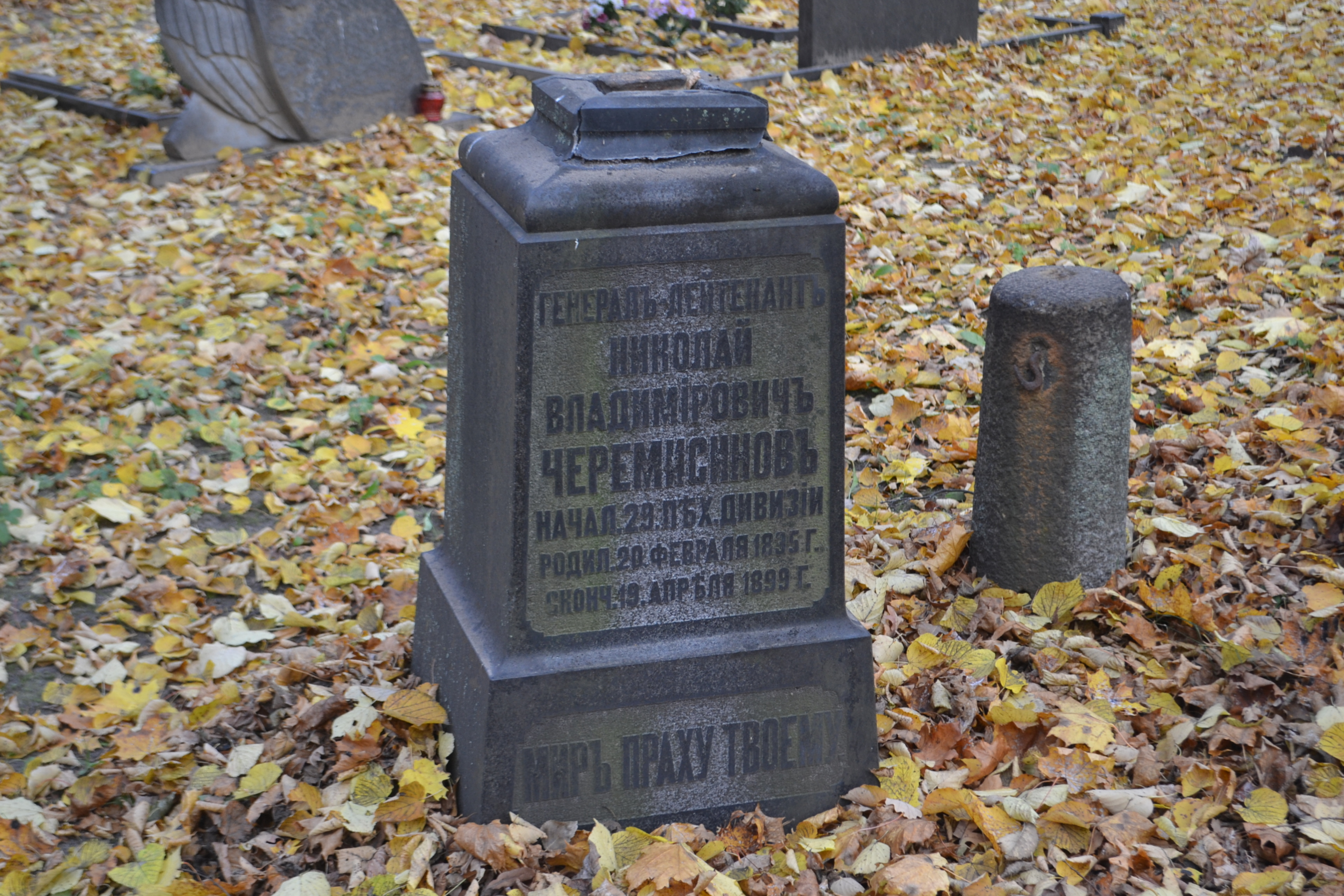
Могила на Покровском кладбище

Скончался в Риге 19 апреля 1899 года, из списков исключён умершим 3 мая, похоронен на Покровском кладбище.

## Награды
Российские:
- Орден Св. Станислава 3-й ст. (1864)
- Орден Св. Анны 3-й ст. (1867)
- Орден Св. Станислава 2-й ст. (1868, императорская корона к ордену в 1871)
- Золотая сабля с надписью «За храбрость» (28 марта 1878)
- Орден Св. Георгия 4-й ст. (12 апреля 1878)
- Орден Св. Владимира 4-й ст. с бантом (1880) — за беспорочную выслугу 25 лет в офицерских чинах
- Орден Св. Анны 2-й ст. (1881)
- Орден Св. Владимира 3-й ст. (1883)
- Орден Св. Станислава 1-й ст. (1890)
- Орден Св. Анны 1-й ст. (30 августа 1894)

Иностранные:
- Прусский орден Красного орла 2-й ст. (1879)
- Нидерландский орден Вильгельма 3-й ст. (1881)